# Манфред III (Салуцо)
Вижте пояснителната страница за други личности с името Манфред.
Манфред III дел Васто (на италиански: Manfredo III del Vasto, † 1244) от род Алерамичи e маркграф на Салуцо от 1215 до 1244 г.
Манфред e син на Бонифаций от Салуцо († 1212) и Мария ди Торес от Сасари.
Той последва дядо си маркграф Манфред II през 1215 г.
Манфред от Салуцо сключва наследствен договор-завещание с братовчед си маркграф Бонифаций II Монфератски, според който при бездетие да се наследят.
Манфред III се жени за Беатрис Савойска (1223–1259), дъщеря на граф Амадей IV Савойски и Анна Бургундска, дъщеря на херцог Хуго III Бургундски.  С нея той има четири деца.
Манфред умира през 1244 г., последван e от неговия син Томас I (* 1239, † 1296). Вдовицата му се омъжва 1248/1249 г. за Манфред Хоенщауфен, крал на Сицилия.